# Deborah Raffin
Deborah Iona Raffin (Los Angeles, 13 maart 1953 – aldaar, 21 november 2012) was een Amerikaans actrice die later een uitgever van luisterboeken werd.

## Biografie
Haar moeder was de filmactrice Trudy Marshall. Raffin speelde onder andere mee in de dramaserie 7th Heaven, The Secret Life of the American Teenager, Touched by Love (1980) (hier kreeg ze een Golden Raspberry Awards 1980 nominatie voor de slechtste actrice en een Golden Globe Award nominatie voor de beste actrice), Noble House met Pierce Brosnan (1988), cultfilm Scanners II: The New Order in 1991, Dance of the Dwarfs (1983), tv-serie Lace en Death Wish 3 met Charles Bronson als Kathryn Davis.
Ze was gehuwd met filmproducent Michael Viner. Met hem begon ze een uitgeverij in luisterboeken. 
Zij overleed in 2012 aan de gevolgen van leukemie.

## Filmografie (selectie)
- 40 Carats (1973) als Trina Stanley
- The Dove (1974) als Patti Ratteree
- Once Is Not Enough (1975) als January Wayne
- God Told Me To (1976) als Casey Forster
- The Sentinel (1977) als Jennifer
- The Last Convertible (TV Mini-Series) (1979) als Chris Farris
- Touched by Love (1980) als Lena Canada
- Dance of the Dwarfs (1983) als Dr. Evelyn Howard
- Claudia (1985) als Claudia
- Lace II (1985) (miniserie) als Judy Hale
- Death Wish 3 (1985) als Kathryn Davis
- Grizzly II: The Concert (1987) als Samantha Owens

- Biblioteca Nacional de España: XX1257873
- Bibliothèque nationale de France: cb14218525x (data)
- International Standard Name Identifier: 0000 0000 9474 0616
- Library of Congress Control Number: n81064605
- Nationale Bibliotheek van Israël: 987012093073005171
- Nederlandse Thesaurus van Auteursnamen: 073181498
- SNAC: w6z9856d
- Système universitaire de documentation: 154774936
- Virtual International Authority File: 48084342
- WorldCat: E39PBJpDVbWdpG8RQJFmT8BwYP